# スルダン駅
スルダン駅（スルダンえき、マレー語:Stesen keretapi Serdang）はマレーシアのセランゴール州スリ・ケンバンガンにある、マレー鉄道KTMコミュータースレンバン線の駅。

## 歴史
- 1995年11月10日 - マレー鉄道の駅開業。KTMコミューター クアラ・ルンプール～カジャン間運行開始。

## 駅構造

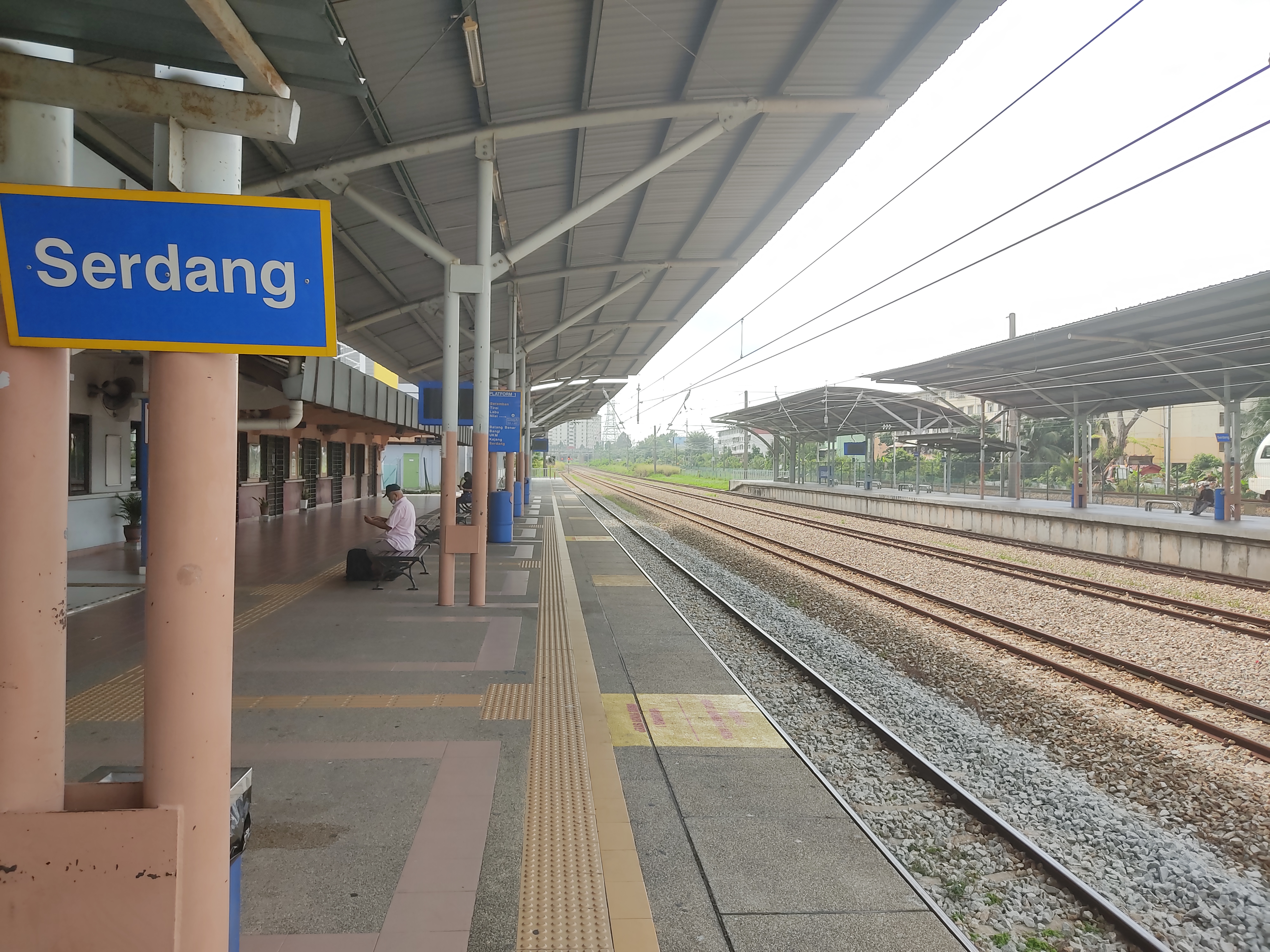
プラットホーム

相対式ホーム2面2線をもつ地上駅である。ホームに面した上下線の線路2本の間に、通過線が2本ある。

## 駅周辺
- スンガイ・ブシ高速道路（英語版）
- ザ・マインズ・ショッピング・モール
- マインズ2

## 隣の駅
マレー鉄道
1 スレンバン線
バンダル・タシッ・スラタン駅 (KA04) - スルダン駅 (KB05) - カジャン駅 (KB06)